# Wallace (Dakota del Sud)
Wallace è un centro abitato (town) degli Stati Uniti d'America, situato nella Contea di Codington nello Stato del Dakota del Sud. La popolazione era di 85 persone al censimento del 2010. Fa parte dell'area micropolitana di Watertown.
La città prende questo nome dal proprietario originale del sito della città.

## Geografia fisica
Wallace è situata a 45°05′06″N 97°28′44″W (45.085069, -97.478896).
Secondo lo United States Census Bureau, ha un'area totale di 0,13 miglia quadrate (0,34 km²).

## Società

### Evoluzione demografica
Secondo il censimento del 2010, c'erano 85 persone.

### Etnie e minoranze straniere
Secondo il censimento del 2010, la composizione etnica della città era formata dal 96,5% di bianchi, il 2,4% di afroamericani, e l'1,2% di due o più etnie.